# Belle (Virginia Occidentale)
Belle è un comune degli Stati Uniti d'America, situato nello Stato della Virginia Occidentale, nella Contea di Kanawha.